# Albania en el Festival de la Canción de Eurovisión
Albania ha participado en el Festival de la Canción de Eurovisión un total de diecisiete ocasiones, desde su debut en la edición de 2004, en la que Anjeza Shahini terminó en séptimo lugar con la canción «The image of you». Este sería el mejor resultado del país balcánico hasta 2012, cuando Rona Nishliu logró un meritorio quinto puesto con la canción «Suus».
La emisora de Albania, Radio Televizioni Shqiptar (RTSH), ha sido la encargada de organizar las participaciones del país en el Festival de Eurovisión. Para ello, se han servido de unos de los principales elementos musicales albaneses, el Festivali i Këngës, en el que se selecciona el intérprete y la canción. Posteriormente, sufre una serie de cambios para cumplir las normas establecidas por la UER.
Albania se ha clasificado en un total de 10 ocasiones a la gran final, posicionándose en 3 ocasiones dentro de los 10 mejores: en 2004, en 2012 y 2025 puntuación promedio en la gran final es de 83.50 puntos, recibiendo la mayor cantidad de puntos de países con diáspora albanesa: Suiza, Macedonia del Norte, Grecia y recientemente Italia. Albania por su parte, suele votar a estos últimos tres países junto de otros pertenecientes a la región de los Balcanes, como Turquía y Montenegro. Curiosamente, en dos ocasiones que Albania votó exclusivamente con jurado, le otorgó su máxima puntuación a España.

## Historia
Tras un gran debut en 2004 con Anjeza Shahini que le dio el pase directo a la final del siguiente año. El tema de 2005, «Tomorrow I go» de Ledina Çelo, terminó en 16.º lugar. En 2006 las cosas no salieron tan bien y se quedó en semifinales, al igual que en 2007. Desde entonces, Albania no ha logrado pasar de la semifinal hasta el año 2008, en Serbia, cuando quedó en la semifinal 9.ª, pese a que en la final se quedó en el puesto 17.º con una puntuación de 55 votos.
Al siguiente año logró meterse de nuevo en la final con Kejsi Tola logrando un lugar 17 al igual que en 2008 y solo logró mejorar una posición para el Festival de 2010 con «It's All About You». Tras un año sin clasificar obtuvo su mejor posición en 2012, representada por Rona Nishliu con el tema «Suus»; un quinto lugar con 146 puntos y 4 máximas puntuaciones.
Luego del éxito en el  Festival de 2012, Albania logró volver a la final en 2015 con Elhaida Dani, en 2018 con Eugent Bushpepa, en 2019 con Jonida Maliqi y en 2021 con Anxhela Peristeri.

### Proceso de selección
Albania escoge su entrada en el Festivali I Këngës en diciembre del año previo al festival. Este festival no está hecho al uso, sino que es uno de los más tradicionales del país y lleva celebrándose desde 1962. Desde 2004, la RTSH determinó que su vencedor acudiría a Eurovisión.

## Participaciones
Leyenda
     Ganador
     Segundo puesto
     Tercer puesto
     Cuarto o quinto puesto (Top 5)
     Último puesto
| Año  | Sede       | Artista                         | Canción                   | Final              | Pts.               | Semifinal               | Pts.                    |
| ---- | ---------- | ------------------------------- | ------------------------- | ------------------ | ------------------ | ----------------------- | ----------------------- |
| 2004 | Estambul   | Anjeza Shahini                  | «The image of you»        | 7                  | 106                | 4                       | 167                     |
| 2005 | Kiev       | Ledina Çelo                     | «Tomorrow I go»           | 16                 | 53                 | Top 12 del año anterior | Top 12 del año anterior |
| 2006 | Atenas     | Luiz Ejlli                      | «Zjarr e ftohtë»          | No se clasificó    | No se clasificó    | 14                      | 58                      |
| 2007 | Helsinki   | Frederik y Aida Ndoci           | «Hear my plea»            | No se clasificó    | No se clasificó    | 17                      | 49                      |
| 2008 | Belgrado   | Olta Boka                       | «Zemrën e lamë peng»      | 17                 | 55                 | 9                       | 67                      |
| 2009 | Moscú      | Kejsi Tola                      | «Carry me in your dreams» | 17                 | 48                 | 7                       | 73                      |
| 2010 | Oslo       | Juliana Pasha                   | «It's all about you»      | 16                 | 62                 | 6                       | 76                      |
| 2011 | Düsseldorf | Aurela Gaçe                     | «Feel the passion»        | No se clasificó    | No se clasificó    | 14                      | 47                      |
| 2012 | Bakú       | Rona Nishliu                    | «Suus»                    | 5                  | 146                | 2                       | 146                     |
| 2013 | Malmö      | Adrian Lulgjuraj y Bledar Sejko | «Identitet»               | No se clasificó    | No se clasificó    | 15                      | 31                      |
| 2014 | Copenhague | Hersi Matmuja                   | «One night's anger»       | No se clasificó    | No se clasificó    | 15                      | 22                      |
| 2015 | Viena      | Elhaida Dani                    | «I’m alive»               | 17                 | 34                 | 10                      | 62                      |
| 2016 | Estocolmo  | Eneda Tarifa                    | «Fairytale»               | No se clasificó    | No se clasificó    | 16                      | 45                      |
| 2017 | Kiev       | Lindita Halimi                  | «World»                   | No se clasificó    | No se clasificó    | 14                      | 76                      |
| 2018 | Lisboa     | Eugent Bushpepa                 | «Mall»                    | 11                 | 184                | 8                       | 162                     |
| 2019 | Tel Aviv   | Jonida Maliqi                   | «Ktheju tokës»            | 17                 | 90                 | 9                       | 96                      |
| 2020 | Róterdam   | Arilena Ara                     | «Fall from the sky»       | Festival cancelado | Festival cancelado | Festival cancelado      | Festival cancelado      |
| 2021 | Róterdam   | Anxhela Peristeri               | «Karma»                   | 21                 | 57                 | 10                      | 112                     |
| 2022 | Turín      | Ronela Hajati                   | «Sekret»                  | No se clasificó    | No se clasificó    | 12                      | 58                      |
| 2023 | Liverpool  | Albina & Familja Kelmendi       | «Duje»                    | 22                 | 76                 | 9                       | 83                      |
| 2024 | Malmö      | Besa Kokëdhima                  | «Titan»                   | No se clasificó    | No se clasificó    | 15                      | 14                      |
| 2025 | Basilea    | Shkodra Elektronike             | «Zjerm»                   | 8                  | 218                | 2                       | 122                     |
| 2026 | Austria    | TBC                             | TBC                       | TBC                | TBC                | TBC                     | TBC                     |

## Votación de Albania
Hasta 2025, la votación de Albania ha sido:
| Más puntos otorgados solo en la gran final | Más puntos otorgados solo en la gran final | Más puntos otorgados solo en la gran final |
| Pos.                                       | País                                       | Puntos                                     |
| ------------------------------------------ | ------------------------------------------ | ------------------------------------------ |
| 1                                          | Italia                                     | 208                                        |
| 2                                          | Grecia                                     | 184                                        |
| 3                                          | Suecia                                     | 89                                         |
| 4                                          | Francia                                    | 78                                         |
| 4                                          | España                                     | 78                                         |

| Más puntos otorgados en semifinales y final | Más puntos otorgados en semifinales y final | Más puntos otorgados en semifinales y final |
| Pos.                                        | País                                        | Puntos                                      |
| ------------------------------------------- | ------------------------------------------- | ------------------------------------------- |
| 1                                           | Grecia                                      | 331                                         |
| 2                                           | Italia                                      | 208                                         |
| 3                                           | Macedonia del Norte                         | 183                                         |
| 4                                           | Suiza                                       | 135                                         |
| 5                                           | Suecia                                      | 132                                         |

| Más puntos recibidos solo en la final | Más puntos recibidos solo en la final | Más puntos recibidos solo en la final |
| Pos.                                  | País                                  | Puntos                                |
| ------------------------------------- | ------------------------------------- | ------------------------------------- |
| 1                                     | Macedonia del Norte                   | 127                                   |
| 2                                     | Grecia                                | 116                                   |
| 3                                     | Suiza                                 | 97                                    |
| 4                                     | Montenegro                            | 91                                    |
| 5                                     | Italia                                | 67                                    |

| Más puntos recibidos en semifinales y final | Más puntos recibidos en semifinales y final | Más puntos recibidos en semifinales y final |
| Pos.                                        | País                                        | Puntos                                      |
| ------------------------------------------- | ------------------------------------------- | ------------------------------------------- |
| 1                                           | Grecia                                      | 289                                         |
| 2                                           | Macedonia del Norte                         | 263                                         |
| 3                                           | Suiza                                       | 223                                         |
| 4                                           | Montenegro                                  | 143                                         |
| 5                                           | Italia                                      | 139                                         |

## 12 puntos
- Albania ha dado 12 puntos a:

| Año  | País                | Año  | País                |
| ---- | ------------------- | ---- | ------------------- |
| 2004 | Grecia              | 2010 | Macedonia del Norte |
| 2005 | Macedonia del Norte | 2011 | Turquía             |
| 2006 | Macedonia del Norte | 2012 | Montenegro          |
| 2007 | Turquía             | 2013 | Macedonia del Norte |
| 2008 | Turquía             | 2014 | Montenegro          |
| 2009 | Grecia              | 2015 | Grecia              |

| Año  | Jurado              | Televoto            | Conjunto            |
| ---- | ------------------- | ------------------- | ------------------- |
| 2016 | Macedonia del Norte | Macedonia del Norte | Macedonia del Norte |
| 2017 | Moldavia            | Portugal            | Moldavia            |
| 2018 | Chipre              | Chipre              | Chipre              |
| 2019 | Macedonia del Norte | Noruega             | Macedonia del Norte |
| 2021 | Suiza               | Suiza               | Suiza               |
| 2022 | Ucrania             | Bulgaria            | Grecia              |
| 2023 | Sin jurado          | Australia           | Australia           |
| 2024 | Sin jurado          | Israel              | Israel              |
| 2025 | Sin jurado          | Chipre              | Chipre              |

| Año  | País                 | Año  | País   |
| ---- | -------------------- | ---- | ------ |
| 2004 | Grecia               | 2010 | Grecia |
| 2005 | Grecia               | 2011 | Italia |
| 2006 | Bosnia y Herzegovina | 2012 | Grecia |
| 2007 | España               | 2013 | Italia |
| 2008 | Grecia               | 2014 | España |
| 2009 | Grecia               | 2015 | Italia |

| Año  | Jurado              | Televoto  | Conjunto            |
| ---- | ------------------- | --------- | ------------------- |
| 2016 | Australia           | Australia | Australia           |
| 2017 | Italia              | Italia    | Italia              |
| 2018 | Italia              | Italia    | Italia              |
| 2019 | Macedonia del Norte | Rusia     | Macedonia del Norte |
| 2021 | Suiza               | Suiza     | Suiza               |
| 2022 | Italia              | Grecia    | Italia              |
| 2023 | Suecia              | Italia    | Suecia              |
| 2024 | Suiza               | Croacia   | Italia              |
| 2025 | Francia             | Grecia    | Grecia              |

## Galería de imágenes
|                                   |
| Anjeza Shahini en Estambul (2004) |

|                                   |
| Frederik Ndoci en Helsinki (2007) |

|                              |
| Olta Boka en Belgrado (2008) |

|                              |
| Juliana Pasha en Oslo (2010) |

|                                                 |
| Adrian Lulgjuraj y Bledar Sejko en Malmö (2013) |

|                                       |
| Hersiana Matmuja en Copenhague (2014) |

|                              |
| Elhaida Dani en Viena (2015) |

|                                  |
| Eneda Tarifa en Estocolmo (2016) |

|                        |
| Lindita en Kiev (2017) |

|                                  |
| Eugent Bushpepa en Lisboa (2018) |

|                                  |
| Jonida Maliqi en Tel Aviv (2019) |

|                      |
| Besa en Malmö (2024) |